# Tsengia
Tsengia, rod crvenih algi, smješten u vlastitu porodicu Tsengiaceae, dio reda Halymeniales. Postoji 10 priznatih vrsta, od kojik je tipična morska alga  Tsengia nakamurae .

## Vrste
1. Tsengia abbottiana (J.N.Norris & Bucher) J.N.Norris & Bucher
2. Tsengia bairdii (Farlow) K.C.Fan & Y.P.Fan
3. Tsengia comosa (Harvey) Womersley & Kraft
4. Tsengia feredayae (Harvey) Womersley & Kraft
5. Tsengia flammea Huisman & G.W.Saunders
6. Tsengia laingii (Kylin) Womersley & Kraft
7. Tsengia lanceolata (J.Agardh) Saunders & Kraft
8. Tsengia lancifolia (Okamura) Masuda & Guiry
9. Tsengia nakamurae (Yendo) K.C.Fan & Y.P.Fan - tipična
10. Tsengia pulchra (Baardseth) Masuda & Guiry